# Leibnitzia
Leibnitzia là một chi thực vật có hoa trong họ Cúc (Asteraceae).

## Loài
Chi Leibnitzia gồm các loài: